# Гаряче серце (фільм, 1953)
«Гаряче серце» (рос. «Горячее сердце») — радянський двосерійний чорно-білий драматичний фільм-вистава 1953 року, знятий на кіностудії «Ленфільм».

## Сюжет
Фільм-вистава за однойменною п'єсою О. М. Островського. Вистава Ленінградського академічного театру драми ім. О .С. Пушкіна. Іменитий купець Курослєпов проводить життя в безпробудному пияцтві. Будинком заправляє дружина Мотрона, владна та аморальна жінка, яка витрачає чоловікові гроші, крутить роман з прикажчиком і всіляко утискає дочку Курослєпова від першого шлюбу Парашу. Сюжет закручується навколо зникнення великої суми грошей. Нареченого Параші Васю звинувачують в крадіжці та загрожують відправити в солдати. Бідна дівчина в розпачі йде молитися за хлопця. А сам боязкуватий і розважливий Вася погоджується стати блазнем купця Хлинова, який відкуповує його від солдатчини. Усвідомивши жалюгідність свого обранця, Параша знаходить своє щастя з закоханим у неї прикажчиком Гаврилом.

## У ролях
- Геннадій Мічурін — Курослепов Павлін Павлінович, іменитий купець
- Анна Бєлоусова — Мотрона Харитонівна, дружина Курослєпова
- Тамара Альошина — Параша, дочка Курослєпова
- Олександр Чекаєвський — Наркіс, прикажчик
- Олександр Борисов — Гаврило, прикажчик
- Костянтин Калініс — Вася Шустрий, наречений Параші, син купця
- Георгій Осипенко — Сілан, родич Курослєпова
- Костянтин Скоробогатов — Градобоєв Серапіон Мордарійович, городничий
- Георгій Колосов — Аристарх, міщанин
- Костянтин Адашевський — Хлинов Тарас Тарасович, багатий підрядник
- Микола Левицький — пан
- Аріф Урусов — Сидоренко
- К. Булатов — Жигунов, городовий

## Знімальна група
- Режисери — Геннадій Казанський, Володимир Кожич, Антонін Даусон
- Оператор — Олександр Ксенофонтов
- Художники — Віктор Волін, Белла Маневич